# Spizaetus
A Spizaetus a madarak osztályának a vágómadár-alakúak (Accipitriformes) rendjébe, a vágómadárfélék (Accipitridae) családjába tartozó nem.

## Rendszerezésük
A nemet Louis Pierre Vieillot francia ornitológus írta le 1816-ban, az alábbi fajok tartoznak ide:
- fekete vitézsas (Spizaetus tyrannus)
- fehérfejű vitézsas (Spizaetus melanoleucus)
- díszes vitézsas (Spizaetus ornatus)
- inka vitézsas (Spizaetus isidori)

## Előfordulásuk
Mexikó, Közép-Amerika és Dél-Amerika területén honosak. Természetes élőhelyeik a szubtrópusi és trópusi mocsári és száraz erdők, síkvidéki és hegyi esőerdők. Állandó, nem vonuló fajok.

## Megjelenésük
Testhosszuk 61-80 centiméter körüli.